# Istanbul Cup 2016 - Qualificazioni singolare
Le qualificazioni del singolare delL'Istanbul Cup 2016 sono state un torneo di tennis preliminare per accedere alla fase finale della manifestazione. Le vincitrici dell'ultimo turno sono entrate di diritto nel tabellone principale. In caso di ritiro di una o più giocatrici aventi diritto a queste sono subentrate le lucky loser, ossia le giocatrici che hanno perso nell'ultimo turno ma che avevano una classifica più alta rispetto alle altre partecipanti che avevano comunque perso nel turno finale.

## Teste di serie
1. Maria Sakkarī (qualificata)
2. Kateryna Kozlova (spostata nel tabellone principale)
3. Romina Oprandi (primo turno)
4. Kristína Kučová (qualificata)
5. Sorana Cîrstea (qualificata)
6. Maryna Zanevs'ka (qualificata)
7. Tereza Martincová (ritirata, ultimo turno)

1. Marina Eraković (ultimo turno)
2. Polina Leykina (primo turno)
3. Lu Jiajing (ultimo turno)
4. Myrtille Georges (ultimo turno)
5. Laura Pous Tió (primo turno)
6. Marina Mel'nikova (qualificata)

## Qualificate
1. Maria Sakkarī
2. Marina Mel'nikova
3. Réka-Luca Jani

1. Kristína Kučová
2. Sorana Cîrstea
3. Maryna Zanevs'ka

## Tabellone

### Legenda
| - Q = Qualificato - WC = Wild card - LL = Lucky loser | - ALT = Alternate - SE = Special Exempt - PR = Protected Ranking | - w/o = Walkover - r = Ritirato - d = Squalificato |

### Sezione 1
|  | Primo turno | Primo turno      | Primo turno      | Primo turno | Primo turno |  |  | Secondo turno    | Secondo turno    | Secondo turno    | Secondo turno | Secondo turno |  |
|  |             |                  |                  |             |             |  |  |                  |                  |                  |               |               |  |
|  | 1           | Maria Sakkarī    | Maria Sakkarī    | 7           | 6           |  |  |                  |                  |                  |               |               |  |
|  |             | Cristina Dinu    | Cristina Dinu    | 5           | 1           |  |  | Maria Sakkarī    | Maria Sakkarī    | Maria Sakkarī    | 6             | 6             |  |
|  | WC          | Sara Tomic       | Sara Tomic       | 3           | 4           |  |  | Myrtille Georges | Myrtille Georges | Myrtille Georges | 0             | 2             |  |
|  | 11          | Myrtille Georges | Myrtille Georges | 6           | 6           |  |  |                  |                  |                  |               |               |  |

### Sezione 2
|  | Primo turno | Primo turno        | Primo turno | Primo turno | Primo turno |  |  | Secondo turno      | Secondo turno      | Secondo turno      | Secondo turno | Secondo turno |  |
|  |             |                    |             |             |             |  |  |                    |                    |                    |               |               |  |
|  | 13          | Marina Mel'nikova  | 7           | 4           | 6           |  |  |                    |                    |                    |               |               |  |
|  | WC          | Melis Sezer        | 68          | 6           | 1           |  |  | Marina Mel'nikova  | Marina Mel'nikova  | Marina Mel'nikova  | 6             | 6             |  |
|  |             | Nigina Abduraimova | 6           | 0           | 6           |  |  | Nigina Abduraimova | Nigina Abduraimova | Nigina Abduraimova | 4             | 1             |  |
|  | 9           | Polina Leykina     | 2           | 6           | 3           |  |  |                    |                    |                    |               |               |  |

### Sezione 3
|  | Primo turno | Primo turno      | Primo turno      | Primo turno | Primo turno |  |  | Secondo turno  | Secondo turno  | Secondo turno  | Secondo turno | Secondo turno |  |
|  |             |                  |                  |             |             |  |  |                |                |                |               |               |  |
|  | 3           | Romina Oprandi   | Romina Oprandi   | 3           | 1           |  |  |                |                |                |               |               |  |
|  |             | Réka-Luca Jani   | Réka-Luca Jani   | 6           | 6           |  |  | Réka-Luca Jani | Réka-Luca Jani | Réka-Luca Jani | 7             | 6             |  |
|  | Alt         | Petia Arshinkova | Petia Arshinkova | 2           | 1           |  |  | Lu Jiajing     | Lu Jiajing     | Lu Jiajing     | 5             | 3             |  |
|  | 10          | Lu Jiajing       | Lu Jiajing       | 6           | 6           |  |  |                |                |                |               |               |  |

### Sezione 4
|  | Primo turno | Primo turno          | Primo turno          | Primo turno | Primo turno |  |  | Secondo turno   | Secondo turno   | Secondo turno   | Secondo turno | Secondo turno |  |
|  |             |                      |                      |             |             |  |  |                 |                 |                 |               |               |  |
|  | 4           | Kristína Kučová      | Kristína Kučová      | 6           | 6           |  |  |                 |                 |                 |               |               |  |
|  |             | Valeriya Strakhova   | Valeriya Strakhova   | 1           | 1           |  |  | Kristína Kučová | Kristína Kučová | Kristína Kučová | 6             | 6             |  |
|  |             | Anastasiya Komardina | Anastasiya Komardina | 3           | 1           |  |  | Marina Eraković | Marina Eraković | Marina Eraković | 4             | 3             |  |
|  | 8           | Marina Eraković      | Marina Eraković      | 6           | 6           |  |  |                 |                 |                 |               |               |  |

### Sezione 5
|  | Primo turno | Primo turno    | Primo turno    | Primo turno | Primo turno |  |  | Secondo turno  | Secondo turno  | Secondo turno  | Secondo turno | Secondo turno |  |
|  |             |                |                |             |             |  |  |                |                |                |               |               |  |
|  | 5           | Sorana Cîrstea | Sorana Cîrstea | 6           | 6           |  |  |                |                |                |               |               |  |
|  | WC          | Pemra Özgen    | Pemra Özgen    | 1           | 0           |  |  | Sorana Cîrstea | Sorana Cîrstea | Sorana Cîrstea | 7             | 6             |  |
|  | WC          | Başak Eraydın  | Başak Eraydın  | 6           | 7           |  |  | Başak Eraydın  | Başak Eraydın  | Başak Eraydın  | 5             | 3             |  |
|  | 12          | Laura Pous Tió | Laura Pous Tió | 2           | 610         |  |  |                |                |                |               |               |  |

### Sezione 6
|  | Primo turno | Primo turno       | Primo turno      | Primo turno | Primo turno |  |  | Secondo turno     | Secondo turno     | Secondo turno | Secondo turno | Secondo turno |  |
|  |             |                   |                  |             |             |  |  |                   |                   |               |               |               |  |
|  | 6           | Maryna Zanevs'ka  | Maryna Zanevs'ka | 7           | 7           |  |  |                   |                   |               |               |               |  |
|  |             | Katarzyna Piter   | Katarzyna Piter  | 65          | 64          |  |  | Maryna Zanevs'ka  | Maryna Zanevs'ka  | 6             | 3             |               |  |
|  |             | Sofia Šapatava    | 2                | 6           | 3           |  |  | Tereza Martincová | Tereza Martincová | 1             | 1             | r             |  |
|  | 7           | Tereza Martincová | 6                | 1           | 6           |  |  |                   |                   |               |               |               |  |